# Attaques de 2023 à Freetown
Les attaques de 2023 à Freetown sont survenues à partir du 26 novembre 2023 lorsqu'un groupe de militants a attaqué plusieurs localités de Freetown, la capitale de la Sierra Leone,,,. Le pays a ensuite été placé sous un couvre-feu national, avec une chasse à l'homme lancée pour retrouver les militants. Le président Julius Maada Bio a affirmé que l'attaque avait été repoussée par les forces de sécurité et que le gouvernement contrôlait la situation. Les attaques ont été décrites par les organisations internationales comme des tentatives de perturber l'ordre constitutionnel dans le pays et par le ministre de l'Information Chernor Bah (en) comme une "tentative de coup d'État",.

## Contexte
Ces attaques surviennent dans un contexte de tensions politiques provoquées par la réélection du président Julius Maada Bio en juin 2023, contestée par l'opposition et suscitant des inquiétudes de la part des États-Unis et de l'Union européenne. En août, des informations ont fait état d'un complot de coup d'État qui a conduit à l'arrestation de plusieurs soldats.

## Auteurs et motivations
Le groupe responsable de ces attaques est encore inconnu.
L'un des militants, patrouillant à bord d'un véhicule de police volé près de la caserne de Wilberforce, a affirmé son intention de "nettoyer la société" et a affirmé ne pas s'en prendre aux civils ordinaires.
Le ministre de l'Information, Chernor Bah, a déclaré que des responsables militaires actuels et anciens figuraient parmi les personnes impliquées. Un porte-parole de l'armée a décrit les auteurs comme des "soldats renégats".
Le 28 novembre, Bah a qualifié l'incident de "tentative de coup d'État manquée" visant à "renverser illégalement un gouvernement démocratiquement élu".
La police a ensuite publié des photographies de 32 hommes et deux femmes qui, selon elle, étaient recherchés en relation avec les attaques, parmi lesquels figurent des soldats et des policiers actifs et à la retraite, ainsi que des civils.

## Déroulement
Vers 4 h 30 du matin le 26 novembre 2023, un groupe de militants a attaqué l'armurerie militaire de la caserne Wilberforce à Freetown, en Sierra Leone, près de la résidence présidentielle (en). Plus tard dans la matinée, ils ont fait irruption dans la prison centrale de Pademba Road (en) à Freetown, libérant la quasi-totalité de sa population de 1 890 détenus après le retrait des forces de sécurité de la zone. Certains des détenus auraient été vus se promener dans le quartier de Brookfields. Une autre prison a également été attaquée par les militants. Un correspondant de Reuters a vu les portes des cellules s'ouvrir de force ou être entièrement retirées lors d'une visite à la prison de Pademba après l'évasion, le chef des services correctionnels du pays affirmant que les assaillants ont enfoncé un véhicule par la porte d'entrée de la prison après avoir omis de l'ouvrir avec un lance-roquettes. Au moins 100 détenus se sont ensuite présentés dans leurs prisons, un détenu affirmant que des officiers militaires avaient ouvert sa cellule de force lors de tirs nourris et lui avaient ordonné de partir. Les assaillants auraient été repérés dans des véhicules de police, transportant du matériel volé. Ils ont également été décrits comme portant des uniformes et des cagoules. Les analystes estiment le nombre possible d'attaquants à environ 50, parmi lesquels des responsables militaires et d'anciens commandants rebelles.
D'autres affrontements ont été signalés près de Murray Town (en), siège de la marine, ainsi que sur un autre site militaire près de Freetown. Deux gardes affectés à la résidence de l'ancien président Ernest Bai Koroma ont également été attaqués, Koroma affirmant que l'un d'eux, un caporal, a été tué et l'autre, un adjudant, a été enlevé. Les médias locaux ont par la suite rapporté que l'armée avait mené un raid à son domicile, tuant un garde et en capturant un autre, tandis qu'un autre membre de l'équipe de sécurité de Koroma avait été tué dans un autre affrontement. Le ministre de l'Intérieur David Taluva a déclaré que les militants avaient attaqué une caserne de police et saisi les armes des policiers après avoir été à court de munitions. Un correspondant de la BBC a déclaré avoir compris que les assaillants étaient censés s'emparer de la résidence présidentielle, mais qu'ils se sont dirigés vers l'armurerie après avoir échoué à contourner la sécurité présidentielle.
Le ministre de l'Information, Chernoh Bah, a qualifié ces attaques d'"attaques coordonnées et correctement planifiées contre la sécurité et le bien-être de notre État". Le pays a ensuite été soumis à un couvre-feu national et une chasse à l'homme a été lancée pour retrouver les militants. Le président Julius Maada Bio a affirmé que l'attaque avait été repoussée par les forces de sécurité et que le gouvernement contrôlait la situation. Certains militants ont été capturés, avec une vidéo semblant montrer du personnel en uniforme en état d'arrestation à l'arrière ou à côté d'un véhicule militaire. De nombreuses rues de Freetown étaient vides, avec des soldats en patrouille et des points de contrôle installés. Les combats auraient été repoussés à la périphérie de la capitale. Ce soir-là, Bio a déclaré dans un discours télévisé que la plupart des dirigeants de l'attaque, qu'il a qualifiée de "violation de la sécurité" et d'atteinte à la démocratie, avaient été arrêtés et que "le calme était revenu", tandis que le couvre-feu a été raccourcie de 21 h 0 à 6 h 0 du matin le 27 novembre. L'autorité de l'aviation civile de la Sierra Leone a déclaré que l'espace aérien du pays restait ouvert, mais a demandé aux compagnies aériennes de reprogrammer leurs vols après la levée du couvre-feu.
Le 28 novembre, des coups de feu ont été signalés à Murray Town, les autorités affirmant qu'ils faisaient partie d'une opération réussie visant à capturer une personne intéressée par les attaques.

## Victimes
L'armée sierra-léonaise a déclaré que 13 de ses soldats ont été tués en combattant pour le gouvernement, tandis que huit autres membres ont été blessés. Il a ajouté que trois assaillants, un policier, un civil et un employé de la sécurité privée ont également été tués, portant le bilan total à 19 morts. Treize officiers militaires et un civil ont été arrêtés, tandis que deux véhicules transportant des armes et des munitions ont été récupérés. après avoir été volé par les assaillants dans l'armurerie.

## Réactions
La CEDEAO a condamné ces attaques, publiant le 26 novembre une déclaration de "tolérance zéro à l'égard d'un changement de gouvernement anticonstitutionnel", qualifiant l'incident de tentative de perturber l'ordre constitutionnel de la Sierra Leone. Le 28 novembre, le bloc a déclaré qu'il était prêt à déployer un soutien régional pour "renforcer la sécurité nationale" dans le pays. Le bloc a envoyé une délégation pour rencontrer Bio le 27 novembre. Le même jour, Bio a également rencontré une délégation distincte du Nigeria qui, selon lui, a délivré "un message de solidarité" de la CEDEAO. Le conseiller nigérian à la sécurité nationale, Malam Nuhu Ribadu, a averti que "tout ce qui interférerait avec la démocratie, la paix, la sécurité et la stabilité de la Sierra Leone ne sera accepté ni par la CEDEAO ni par le Nigeria".
L'ambassade américaine a également condamné les attaques et a offert son soutien continu à la Sierra Leone dans une déclaration sur les réseaux sociaux. La mission de l'Union européenne a exprimé son inquiétude et appelé au respect de l'ordre constitutionnel.